# 영화 마마
"영화 마마"(Her Majesty Yeonghwa)는 한국에서 제작된 임권택 감독의 1964년 영화이다. 도금봉 등이 주연으로 출연하였고 윤종욱 등이 제작에 참여하였다.

## 출연

### 주연
- 도금봉
- 김진규
- 김운하

## 기타
- 원작자: 장덕조
- 조명: 임영창
- 미술: 박석인